# Schloss Ehrenfels (Bad St. Leonhard)

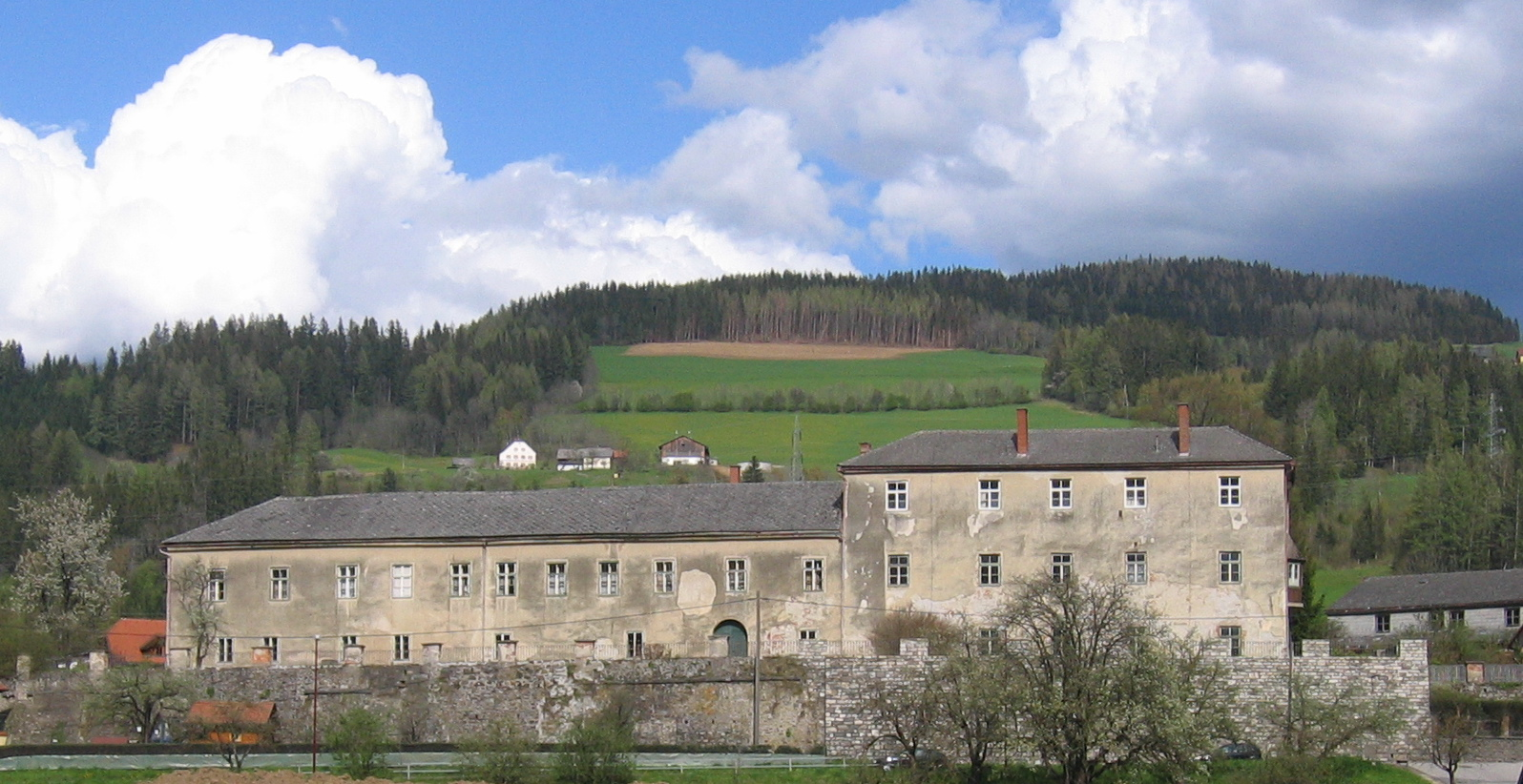
Schloss Ehrenfels (2008)

Schloss Ehrenfels in Bad St. Leonhard ist ein Schloss in Bad St. Leonhard im Lavanttal, einer Stadtgemeinde im Bezirk Wolfsberg in Kärnten, Österreich.

## Geschichte
Während das alte Schloss Gomarn, auch die Veste St. Leonhard genannt, von jeher Eigentum des Hochstiftes Bamberg und Sitz des Pflegers war, ist Schloss Ehrenfels bis 1635 in Privatbesitz gewesen. Es hat seinen Namen von den Herren von Ehrenfels, die aus der Schweiz nach Kärnten einwanderten. Ihr Stammsitz war die Burg Ehrenfels bei Sils in Graubünden. Laut einer Wappenrolle aus dem 14. Jahrhundert hatten die Ehrenfelser drei Fische im Wappen.
Als erster in Kärnten wurde Friedrich von Ehrenfels (um 1200) erwähnt. 1356–1362 war ein Wulfing von Ehrenfels bambergischer Pfleger und Vizedom. Die von Ehrenfels hatten Besitzungen in der Steiermark, wie Kammern und St. Radegund. Wulfing kaufte in St. Leonhard ein Haus, das seine vier Söhne befestigten. Das schien dem Bischof von Bamberg als Besitzer von St. Leonhard bedenklich und er suchte daher durch ein gütliches Übereinkommen mit ihnen, sich vor Schaden und Nachteil zu sichern. Die vier Brüder stellten ihm 1373 einen Revers aus, dass das Hochstift jederzeit den offenen Eingang in ihr Haus und zur Zeit eines Krieges allen Beistand von ihnen haben soll und dass sie über Verlangen bereit seien, die, die bei dem Turme die Ringmauer durchbrechen, zu vermauern. Zwei dieser Brüder waren berüchtigte Wegelagerer und Raubritter. So fassten sie zum Beispiel den Bischof Albert von Passau, den Herzog Albrecht III zu seiner Trauung nach Wien eingeladen hatte, unterwegs ab und hielten ihn fast ein Jahr lang auf Schloss Kammer in der Obersteiermark gefangen. Schließlich befreite Herzog Albrecht den Bischof und machte dem Treiben der Brüder ein Ende.
Zu Beginn des 15. Jahrhunderts war das Geschlecht auf dem Höhepunkt seines Glanzes, da gleichzeitig von zwei Brüdern der eine Landeshauptmann von Kärnten, der andere Bischof von Lavant war. Mit Ottos Sohn Johann II. starben die von Ehrenfels in männlicher Linie aus. 1591 wurde das Schloss Ehrenfels vom Grafen Georg Nogarol käuflich erworben, der um dasselbe 1593 mit Bewilligung des Hochstiftes eine mächtige Bastei aufführen ließ. Im Steinwulst der hohen Mauer ist noch heute mehrmals sein Wappen zu sehen. Graf Nogarol stammte aus altem toskanischen Adel, diente über 50 Jahre als Kämmerer Kaiser Ferdinand I und der Herzöge Karl und Ferdinand. Nach dem Tod des Hans von Salamanka, Grafen von Ortenburg wurde er 1602 zum Landeshauptmann von Kärnten ernannt. Er starb am 18. Dezember 1619 und wurde in Judenburg begraben. Danach ging das Schloss Ehrenfels in den Besitz seines Vetters Graf von Balmeran über, dessen Gattin eine geborene Porcia war. Von diesem kam es nach wenigen Jahren an Johann Maximilian von Herberstein, der es 1635 an Franz, Bischof von Bamberg und Würzburg verkaufte. Im selben Jahr bewilligte dieser Bischof der Stadt St. Leonhard einen Jahrmarkt vor und nach dem St.-Leonhardstag.
Im Jahre 1759 ging Ehrenfels mit der Herrschaft St. Leonhard in kaiserlichen Besitz über. 1826 erwarben die Brüder Rosthorn den Besitz, eine Industriellenfamilie mit Hütten- und Bergbaubetrieben. 1846 übernahm Graf Henckel von Donnersmark die Lavanttaler Betriebsanteile der Brüder Rosthorn und damit auch das Schloss Ehrenfels in Bad St. Leonhard. Im Jahr 1933 kaufte das Schloss gemeinsam mit der Übernahme der Herrschaft Wiesenau der schweizerische Forstbetrieb Hespa-Domäne (Hespa = Holzeinkaufsstelle Schweizerischer Papier- und Papierstoff-Fabrikanten), der es seinerseits seinem Oberförster Franz Eberhard verkaufte.
Nach mehrmaligen Bränden (1762 und 1808) erfuhr das Schloss immer wieder bauliche Veränderungen. Bei einem Erdbeben am Obdacher Sattel am 3. Oktober 1936 stürzte der Südtrakt vom Erdgeschoß bis zum 2. Stock ein. Zuletzt wurde das Schloss im Zweiten Weltkrieg durch Fliegerbomben stark beschädigt und 1949 wieder instand gesetzt. Sehenswert ist der arkadengeschmückte Innenhof aus dem 16. bzw. 17. Jahrhundert sowie das gotische Eingangstor.